# Simultaneous
Simultaneous — вышедший в 1999 г. сингл на основе сериала «Южный парк». В качестве исполнителя на обложке указан персонаж этого сериала — Шеф; на самом деле песня записана озвучивающим Шефа соул-певцом Айзеком Хейзом, а её автором является один из создателей сериала Трей Паркер.
Первоначально песня «Simultaneous» была исполнена Шефом (Хейзом) в эпизоде «Южного парка» «Лето — отстой» в 1998 году, и тогда же она вошла на первый из связанных с сериалом альбомов — «Chef Aid». Эта единственная песня Шефа из прозвучавших в сериале, попавшая на этот альбом без каких-либо изменений по сравнению с серийным вариантом.